# 烏山空軍基地

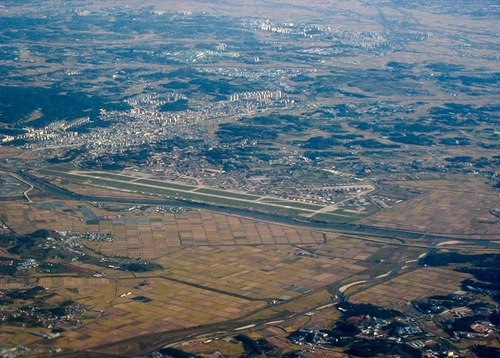
鳥瞰烏山空軍基地

烏山空軍基地（英語：Osan Air Base；：／），基地代碼K-55，是一座美國空軍與大韓民國空軍共用的軍用機場，位於韓國京畿道平澤市，鄰近松炭站西北側，首爾南方約64公里處，與全羅北道的群山空軍基地同為駐韓美軍在朝鮮半島上的兩座主要機場。儘管烏山空軍基地以基地北方的烏山市為名，但並不位於該市區內，且兩者距離尚有7.5公里。
烏山空軍基地是美國太平洋空軍下轄的第51戰鬥機聯隊主要駐點，同時也是美空軍第七航空军、大韓民國空軍的空軍作戰司令部等多個單位的總部所在地，亦是愛國者包機在韓國的航點，服務至韓國報到或返美的美軍官兵及眷屬，有定期航班往返韓國烏山、群山空軍基地及美國西雅圖機場、駐日美軍的三澤飛行場或橫田飛行場。

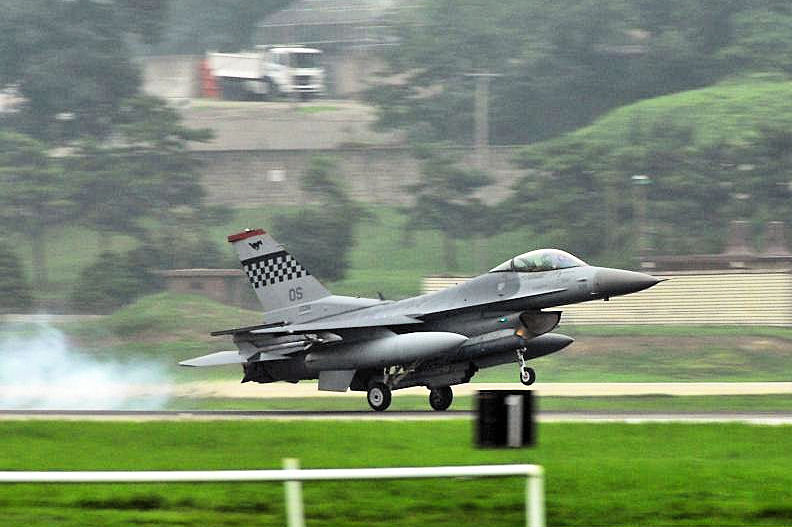
美國空軍第36戰鬥機中隊的一架F-16C/D降落在烏山空軍基地（2008年7月23日）

第51戰鬥機聯隊是駐烏山空軍基地主要的美軍部隊之一，身為美國空軍部署在韓國最前線的常駐單位，配備了A-10雷霆二式攻擊機及F-16戰隼戰鬥機，負責執行作戰任務、接收後續部隊、並防止烏山基地被敵軍襲擊。而第七航空隊作為駐韓美軍及韓美聯合軍司令部中的空軍組成部門，則負責烏山基地所需的人力、作戰指揮及管制體系的支援，進而協助大韓民國國軍捍衛韓國領空。

## 單位
派駐烏山空軍基地的主要單位如下：
- 美國空軍
  - 第51戰鬥機聯隊（英语：51st Fighter Wing）
    - 第51作戰大隊（51st Operations Group，尾翼代碼OS）
      - 第25戰鬥機中隊（英语：25th Fighter Squadron）（）（25 FS）（OA-10）
      - 第36戰鬥機中隊（英语：36th Fighter Squadron）（）（36 FS）（F-16C/D）

    - 第51任務支援大隊（51st Mission Support Group）
    - 第51維修大隊（51st Maintenance Group）
    - 第51醫療大隊（51st Medical Group）

  - 第七航空隊（7th Air Force）
  - 第731空軍機動中隊（731st Air Mobility Squadron）
  - 第33救援中隊第1分隊（Detachment 1, 33d Rescue Squadron）
  - 第3戰場協調分隊（3d Battlefield Coordination Detachment） [5]
  - 第697空軍暨太空作戰中心（607th Air and Space Operations Center）
  - 第607氣象中隊（英语：607th Weather Squadron）
  - 第607空軍暨太空通信中隊（607th Air and Space Communications Squadron）
  - 第5偵察中隊（英语：5th Reconnaissance Squadron）
  - 第694情報、監視及偵察大隊（694th Intelligence, Surveillance, and Reconnaissance Group）
- 美國陸軍
  - 第52防空砲兵團（英语：52nd Air Defense Artillery Regiment (United States)）第6營（6th Battalion, 52nd Air Defense Artillery）：C連、D連（Charlie and Delta Batteries）
  - 第35防空砲兵旅（英语：35th Air Defense Artillery Brigade (United States)）
- 大韓民國空軍
  - 空軍作戰司令部（朝鲜语：공군작전사령부）
  - 空軍北部戰鬥司令部（朝鲜语：공군북부전투사령부）
  - 第30防空管制團（朝鲜语：30방공관제단）
    - 第1中央防空管制所（1중앙방공통제소）

## 歷史

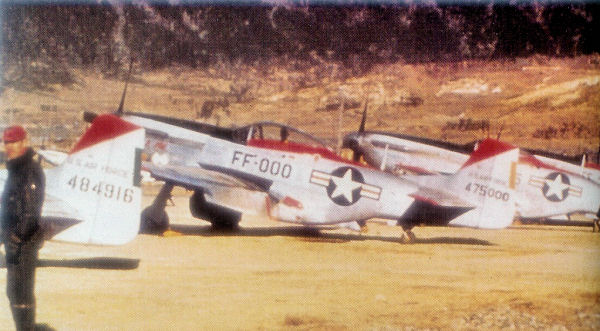
1952年，第67戰鬥轟炸機中隊在烏山基地的P-51野馬戰鬥機

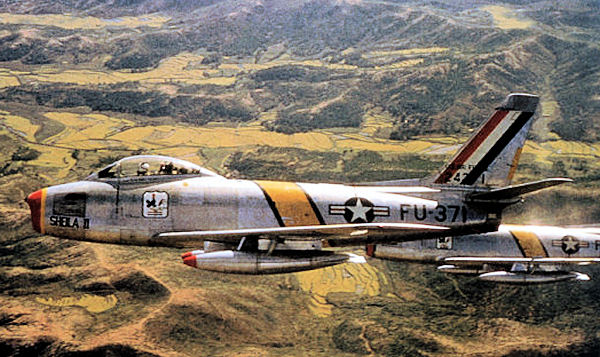
1953年，第18戰鬥轟炸機大隊（Fighter-Bomber Group）F-86軍刀戰鬥機飛越韓國上空

### 韓戰
烏山空軍基地是美國空軍在大韓民國最主要的兩座基地之一，同時也是朝鮮半島上唯一一座從策劃到完工，全程由陸軍航空工兵（屬於，即「附編於空軍的特種陸軍單位」）建造的空軍基地。烏山基地的所在地，在韓戰期間是著名的「刺刀山戰役」（Battle of Bayonet Hill，1952年2月7日）發生地點。當時由第27步兵團E連連長米雷特上尉（Cpt. Lewis Millet）率領的刺刀衝鋒行動、由共軍手中攻下的180高地（Hill 180），在今天即為第51戰鬥機聯隊總部的位置。當共軍被逐回三八線以北之後，美第五航空隊下轄的戰術戰鬥機各單位開始遷回朝鮮半島，同時航空工兵隊開始調查韓國境內可興建噴射戰機基地的地點，最後選定在烏山里（今已改制為烏山市）西南方的區域建設基地，建立於1951年11月，命名為「烏山里空軍基地」（Osan-Ni AB），並以其基地代號K-55作為簡稱。以該地為名的理由相當現實：烏山是當時少數在大部分軍事地圖上均有標記的聚落，並且和京畿道其他地名相比，比較容易以英語發音。這導致了今日基地位於平澤，名稱卻冠上烏山的情形。
烏山基地基礎設施的興建工程，在1952年早期由第839航空工兵營展開作業。同年7月9日，被派來韓國的2個後備工兵部門：田納西州的第840工兵營及佛羅里達州的第841工兵營，和第839工兵營開始鋪設機場跑道、滑行道和停機坪。然而季風氣候帶來的長期雨天，使得填平稻田、建設飛行場等初步的工程被迫延宕。工兵隊必須連夜趕工，才得以在2個半月內完成了長9,000英呎、厚8英寸（200）的混凝土跑道。隨著跑道和滑行道鋪設完畢、停機坪接近完工，第18戰鬥轟炸機聯隊（18th Fighter-Bomber Wing）及其所屬的F-51作戰中隊在12月26日進駐烏山里空軍基地。當另外2個中隊跟著進駐之後，該轟炸機聯隊所用機種均改配F-86。
1953年2月，第18戰鬥轟炸機聯隊開始從烏山里基地派出飛機執行制空任務，一直到該年中旬戰爭雙方簽訂停戰協議為止。

### 冷戰
1953年7月27日簽署朝鲜停战协定後，第18戰鬥轟炸機聯隊基於冷戰時期的防衛目的，在烏山里空軍基地一直駐留至1954年11月。在同一年，設於國立漢城大學（今首爾大學）校區內、原先計畫遷至龍山基地的前線第五航空隊總部（HQ Fifth Air Force (Advance)），在1954年1月修正了計畫，將指揮部新址移到了烏山里空軍基地內，烏山里基地成為美軍在韓國的航空作戰樞紐。
在停戰協定實施之時，美國空軍僅在朝鮮半島留下一個戰術戰鬥機聯隊，其餘的全部撤出。1954年11月，第314航空師（314th Air Division）在第五航空隊司令部遷回日本東京後，接收了其在烏山里空軍基地的舊總部。第58戰鬥轟炸機聯隊也在1955年3月從大邱的空軍基地移動到烏山里，並成為唯一一個常駐韓國的戰術戰鬥機聯隊。
1956年，烏山里空軍基地改為現名。
1958年7月，美空軍撤除了第58戰鬥轟炸機聯隊。由於艾森豪政府在當年頒布的核子嚇阻戰略，烏山空軍基地在第310戰術導彈中隊（310th Tactical Missile Squadron）活躍之時，成為了MGM-1空對地飛彈（俗稱鬥牛士飛彈）的主要部署設施。同時，第五航空隊為了支援這項戰略，從美軍在北美洲及遠東的其他基地輪番調派戰鬥機部隊至烏山和群山，並加強韓國空軍的訓練及裝備。儘管鬥牛士飛彈在1962年從烏山基地遷離，但戰鬥機部隊在整個1960年代都持續駐紮在烏山基地。
除了1959年進行的一次跑道改建之外，烏山空軍基地內的建築和基礎設施都從韓戰爆發初期沿用到1960年代，而美國軍方並未花費任何經費改善。和當時成為冷戰時期新焦點的古巴飛彈危機和歐洲相較之下，韓國的美軍基地不在關注之列，烏山基地內的兵房仍然是韓戰時期由瓦楞鐵打造的樣子，與烏山同樣由第6314空軍基地聯隊（6314th Air Base Wing）管理的群山基地情形也差不多。這樣的狀況一直到1968年才開始緩慢改善。

### 普韋布洛號事件
當朝鮮在1968年1月23日將在元山外海進行諜報作業的美籍船隻普韋布洛號通用環境研究艦及船上人員扣留時，美國空軍臨時調派1,000名人員至烏山基地，準備配合美軍的因應行動。從美國本土及越南等亞洲地區的空軍人員在1月25日起，於扣留事件發生後的48小時內陸續抵達。進駐烏山後，意外發現自己必須在0度以下，將韓戰時期留下的舊帳篷作為臨時總部，並且還沒有適合當地的冬季服裝。普韋布洛號事件於是凸顯了烏山空軍基地設施陳舊的窘境，使軍方在之後挹注資金以協助舊設施的改善、並增設機堡、塔台等新設施，同時基地保安也進行升級。到3月為止，總共用鐵道輸送了650萬磅的物資到烏山基地，常規彈藥則挪用運煤車，日以繼夜的送入基地。在這個階段，烏山空軍基地的翻新工程規模浩大。
3月22日，第318戰鬥機截擊中隊（318th Fighter Interceptor Squadron）從華盛頓州的麥科德空軍基地（McChord AFB）移防烏山，裝備F-106三角標槍戰鬥機。這是史上第一遭，美國空防司令部（已於1980年廢除）的F-106戰機攔截單位、連同空中加油機和空軍戰術部隊同時進駐一個美國海外的爭議地區。
儘管普韋布洛號事件隨著美國船員在1968年年底的釋放而宣告平息，但戰鬥機單位進駐烏山空軍基地卻從此成為常態。1969年4月15日，朝鮮人民軍在日本海擊落一架載有31名人員的美國海軍EC-121偵察機後，朝鮮半島的局勢再度緊張。第95戰鬥機截擊中隊在11月從德拉瓦州的多佛空軍基地調派F-106到烏山空軍基地，直至次年5月1日。
美方的因應行動，促成了駐韓美軍戰鬥機部隊在數量上又一波增加，並制定了戰鬥機常駐部隊調回韓國的日程階段。

### 越戰
在越戰進行期間，烏山空軍基地的美國空軍主要單位，為負責訓練大韓民國空軍的第6145空軍顧問團（6145th Air Force Advisory Group）、第314航空師和第6314支援聯隊。原駐金浦機場的第611軍事空運司令部支援中隊（611th MASS）也在之後移至烏山基地。
隨著美軍在南越及泰國逐步撤離部隊，太平洋空軍開始對其下的部隊進行重新部署，這對駐韓的美國空軍部隊產生重大改變。1971年3月15日，第3戰術戰鬥機聯隊在群山空軍基地創設。在烏山，第51空軍基地聯隊於11月1日被太平洋空軍指派為主要單位。2週後的11月13日，群山的第3戰術戰鬥機聯隊移至烏山。
1974年，美國在南越的全面撤軍又對烏山空軍基地造成一次重大影響。該年9月30日，第51空軍基地聯隊重整為第51戰術混合聯隊（51st Composite Wing (Tactical)），下轄了第36戰術戰鬥機聯隊及第第19戰術空中支援中隊。

### 1970年代及1980年代
烏山空軍基地逐漸成為韓國境內20多個美國空軍設施的核心基地，在1970年代經歷了一段基地建築和基礎設施的更新期。儘管韓戰時期的一些老設施得到保留，但仍闢建了許多新宿舍，及一座1974年竣工的總部設施，變成314航空師和51戰術混合聯隊的新指揮所，取代了3年前毀於火災的71棟瓦楞鐵皮屋。1979年和1980年，基地內官兵住宅區和社區支援設施的設置使烏山基地增添了些許適於安居的意象。
1978年設立的韓美聯合軍司令部對烏山空軍基地的發展造成重要影響。美國空軍在韓美聯合任務中扮演的角色促使了1986年9月8日第七航空隊在韓總部的設立，取代了烏山基地的314航空師成為美國駐韓空軍的指揮單位。
1980年代烏山空軍基地的建設則主要是因應任務性質的改變和增強，及朝鮮人民軍的潛在威脅。1988年進駐的F-16戰鬥機使得烏山基地內新增了強化機堡、一個軍火儲放區和單身飛行員宿舍。
儘管U-2偵察機的派遣在1978年之前均被美國軍方列為機密資料，但在該年之前的烏山空軍基地，早已不時可見U-2起降。

### 冷戰後期

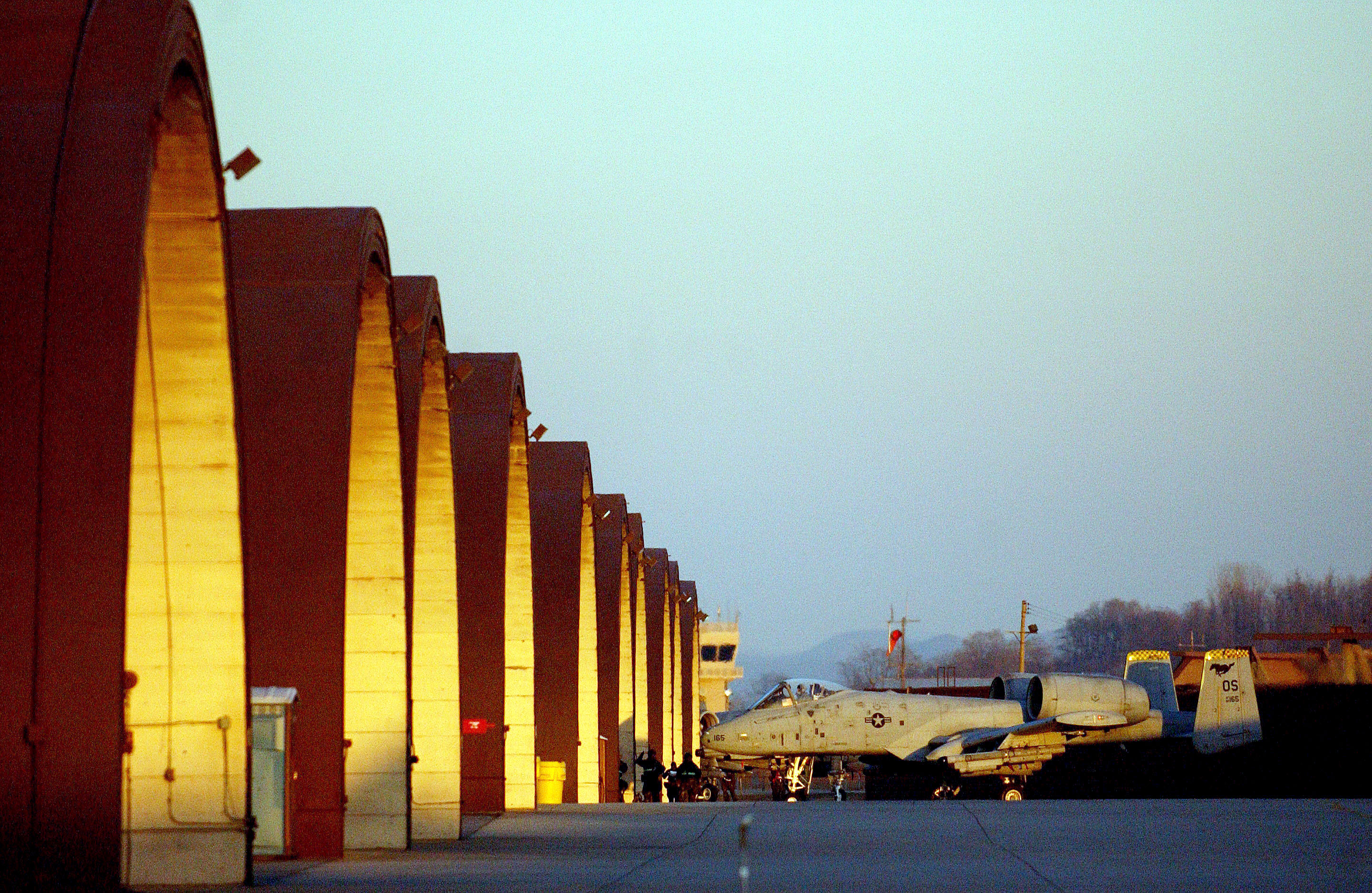
一架A-10雷霆二式攻擊機在烏山空軍基地滑行進入掩體進行熱溝加油（hot pit refueling）

當烏山空軍基地的面貌因舊設施的汰換而緩慢改變前，整個營區在一段冗長的時期內幾乎沒有軍事建設計畫。但其他的資金挹注使基地指揮部得以增設軍人社區的設施。第25戰鬥機中隊及A/OA-10型攻擊機隊在1993年10月的進駐及1994年5月兩座愛國者飛彈發射台的設置又促成了進一步的建設工程。除此之外，北韓裝設的中程飛毛腿飛彈亦使烏山基地致力於改善軍事設施的保護措施。每年例行的跑道維修凸顯了烏山空軍基地使用已久，多年以來，烏山空軍基地的改變大多以小規模的結構表面改善工程為主。
直到1988年，美國太平洋空軍總部才重新著手改善烏山基地的支援設施。基礎設施的損壞對第51戰鬥機聯隊的任務造成很大的干擾。之後太平洋空軍總部撥款了200多萬美元，對基地內的供水、汙水排放及電力系統進行長達6年的更新或汰換。更多中期或長期的計劃，包括基地內住宅、社區支援設施及51聯隊戰機維修設備的修繕及增設，使烏山空軍基地面貌一新。

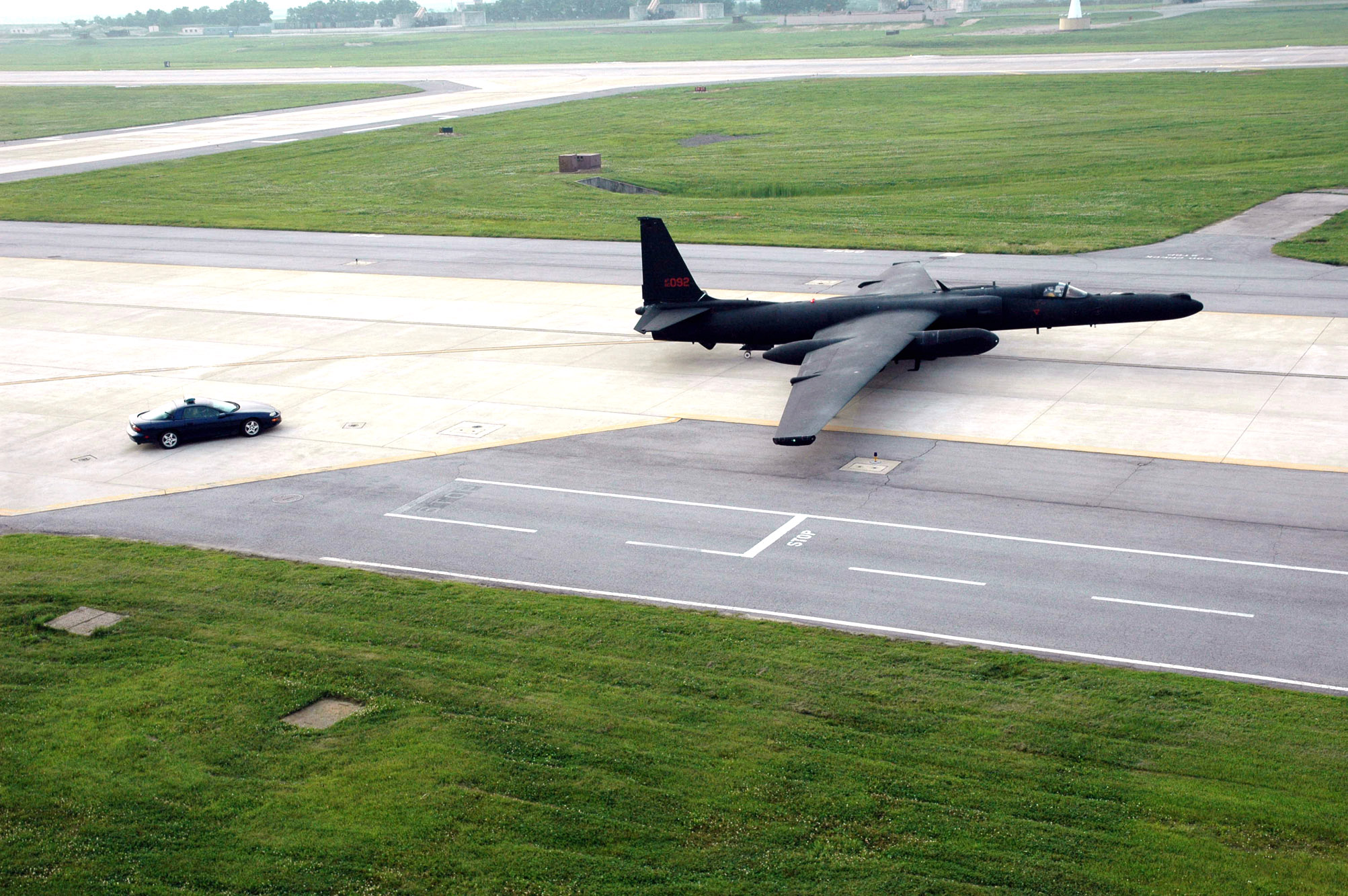
一架滑行於烏山空軍基地的U-2偵察機與其身後的高性能追逐車，攝於2006年

隨著大韓民國國軍在1990年代後的戰力增強，美韓兩國軍政高層重新檢視了駐韓美軍的角色。911事件後，美本土及駐外美軍的各個單位和設施急需進行轉型，變為機動化更高、反應力更快的武裝部隊。在韓國陸海空三軍捍衛疆土的角色更加重要後，駐韓美軍高層著手研究如何以武器及技術方面的升級，彌補人員規模的縮減。這促使美韓兩國政府達成了2002年的「聯合土地管理計畫」（Land Partnership Plan）及2003年的「安全政策倡議」（Security Policy Initiative），使烏山空軍基地在2003年至2011年間產生了顯著的改善。由空軍中校艾丁頓（Lt Col Dale R. Addington）指揮的第607戰鬥中隊（607th Combat Operations Squadron）遭到解散。
2009年12月，韓國中央日報報導稱RQ-170偵查機將於2010年取代U-2偵察機在烏山空軍基地的任務

## 福利及娛樂

### 基地生活

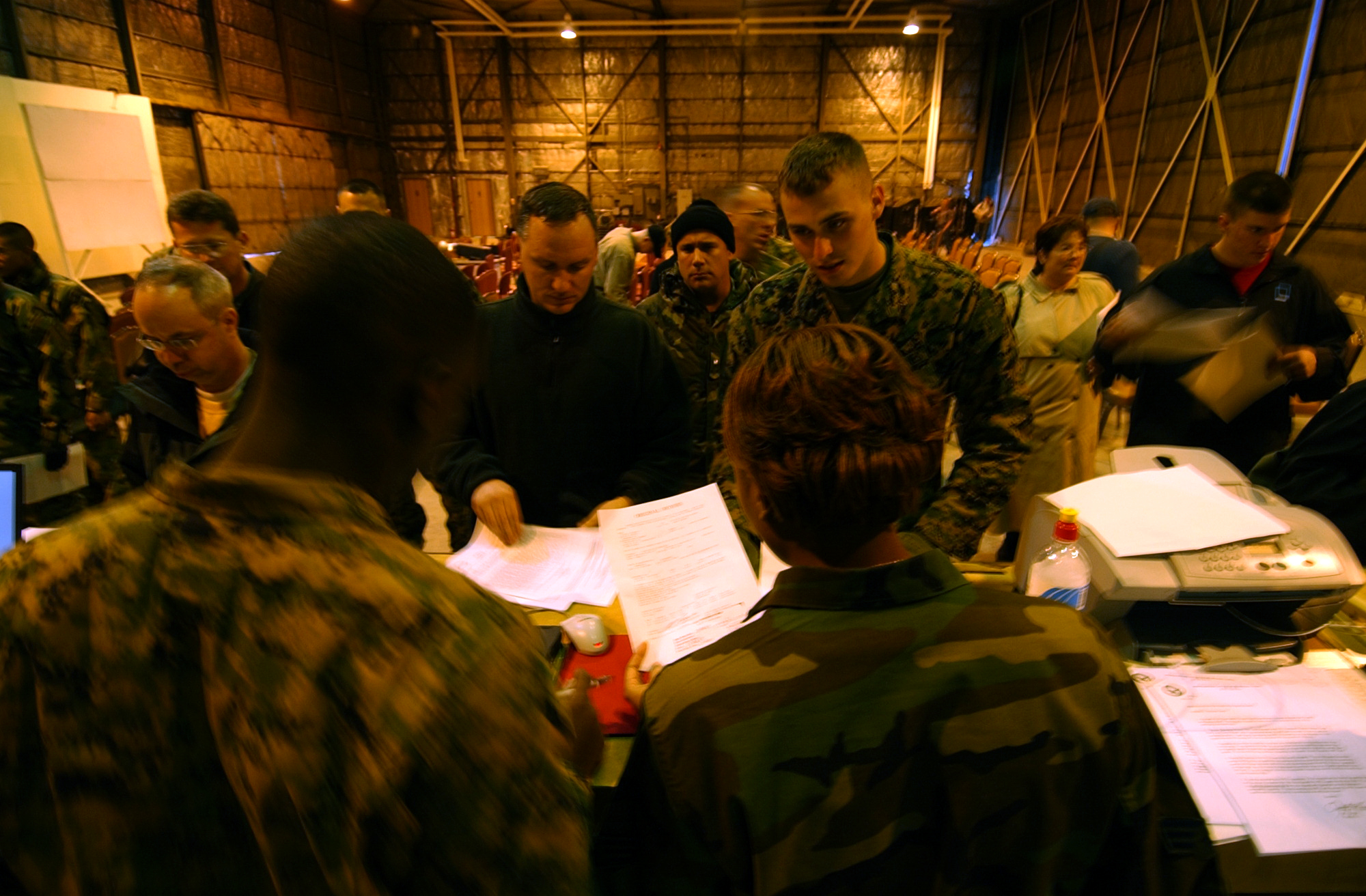
派駐烏山空軍基地的聯合接待中心人員正在替鷂鷹演習（Foal Eagle）進行準備

大部分派遣到烏山空軍基地的駐外美軍官兵，必須服滿一年不得由眷屬隨行的役期，但若是參與韓國派遣獎勵方案的官兵，可以選擇在韓國延長1年役期，換取每個月額外300元美金的計稅收入。在烏山空軍基地經軍方核准的計畫參與者中，大致上有5%為司令部贊助的兩年攜眷役期者，其中大多為軍階較高的人員，或是役期因為任務內容影響而必須超過12個月的官兵。這類人員可以攜眷至韓國，由美國政府負擔費用。儘管有一項積極推動的軍眷住宅興建計畫，但烏山基地內的軍眷居舍，無論是否為司令部贊助，仍然都受到侷限。經批准後住到基地外面的官兵，則可收到一筆海外住屋津貼（縮寫）。烏山基地內部設有國小和國中、高中，供司令部贊助的軍人子女就讀。然而立定契約者（含司令部贊助者），欲獲得此類優先權，須每年支付2萬美元。
在空間許可的前提之下，部份選擇不接受司令部贊助的美軍軍眷家庭，在抵達韓國後仍可以使用烏山基地內的設施（包含學校）。無論服役官兵是否在烏山基地外住宿、無論軍階高低，其抵達韓國的眷屬，均可以領取當地的款項，在大部分情形下，美國政府不會支付軍眷抵韓的交通費用。
在正常情形下，未攜眷來韓的空軍官兵，均居住在基地的宿舍內，飲食也在基地內的食堂內，因此會從基本生活津貼中得到一定的伙食費，以供生活所需。若是住宿地點不在營區內，則會加給海外生活水準差異津貼（縮寫）。住在營區內者，則會依據軍階、居住狀況及有無眷屬，支付部份的金額。當士官宿舍、軍官宿舍房位不足時，薪資等級在以上者可以獲准外宿。在某些案例下，假如宿舍房位爆滿或是當時的住宿規定許可時，低階士官也可以比照辦理。此外，薪資等級以下者，除非為司令部贊助者，否則不得擁有私家車。然而由於烏山空軍基地內空間較美國本土緊湊，許多人員步行或是騎自行車移動。
對於單身且未攜眷的美國空軍人員而言，被派到烏山服役一年最大的好處，便是有機會依據自己的意思選擇志願，這種方式被稱為「後續式分發」（follow-on assignment）。若是基地中的搶手職位有空缺，韓國（及其他美軍駐紮國家）的未攜眷官兵，可以優先分派到該職位，而攜眷官兵或延長役期者則沒有這項好處，他們必須經由一般程序獲得分派職位。
烏山空軍基地周圍地區的酒吧和俱樂部密集，許多美軍官兵至這些場所休閒。若某一場所未遵循相關規定，例如涉及賣淫活動，則烏山基地的軍方酒品管制局會將該店列入官兵禁止進入的黑名單。美國空軍負責憲兵勤務的第51保安中隊（51st Security Forces Squadron）之下設有市區巡邏隊（Town Patrol），與韓國警方合作，巡視空軍基地鄰近的京畿道市鎮，以確保美軍人員的安全，並加強軍法和相關規定對於美軍官兵的約束效果。然而市區巡邏隊卻因2012年7月5日的一場事件引發爭議，在當日，巡邏隊員因為違規停車的問題，與平澤當地店家發生衝突，之後用手銬銬押了2位楊姓平民及申姓路人，此事件在韓國民間引發軒然大波，駐韓美軍司令官詹姆斯·D·瑟曼上將（Gen. James D. Thurman）事後於7月9日就該事件公開致歉，參與巡邏的3名空軍憲兵遭到停職。

### 設施
烏山基地內所有設施均接受美金付款、部分接受韓元付款。然而由陸空軍販賣服務事業處營運的基地販賣部及美國國防部軍營超市管理處的超市（DECA Commissary）是唯二兩種僅接受美金付款的設施。而基地內除美國郵政署分站外，其他設施均不流通美分。

| - 基地販賣部（Base Exchange，） - 軍營超市（Commissary） - 食堂 - 餐廳及其他設施 漢堡王（已遷至基地福利社後方） 大力水手炸雞（與漢堡王同棟） 基地福利社大廳內 塔可鐘 31冰淇淋 必勝客 （三明治快餐連鎖店） （海鮮快餐連鎖店） 星巴克 滿洲鑊 | 官兵俱樂部 牛排屋 挑戰者烏山俱樂部（Challenger Club Osan） 黑貓休息室（Black Cat Lounge） - 休閒娛樂設施 體育場（24小時開放） 室內游泳池 室外游泳池（季節性開放） 迷彩漆彈場（小型） 高爾夫球場 保齡球場（附設餐廳） 電影院 - [迴轉道滑板場] 错误：{{Lang}}：无效参数：\|3=（帮助） - 其他設施 圖書館 麥佛森社區中心（McPherson Community Center） 乌山空军基地中学机器人队 FRC Team 7099 |